# Holomitrium perichaetiale
Holomitrium perichaetiale là một loài Rêu trong họ Dicranaceae. Loài này được (Hook.) Brid. mô tả khoa học đầu tiên năm 1826.